# João Frederico de Brunsvique-Luneburgo
João Frederico (25 de abril de 1625-18 de dezembro de 1679) foi Duque de Brunsvique-Luneburgo e Príncipe de Callenberg de 1665 até sua morte.

## Nascimento
João Frederico  era filho de Jorge, Duque de Brunsvique-Luneburgo e de Ana Leonor de Hesse-Darmstadt. Ele nasceu com terceiro filho e quarta criança. Seus avós paternos foram Guilherme, Duque de Brunsvique-Luneburgo e Doroteia da Dinamarca. Seus avós maternos foram Luís V de Hesse-Darmstadt e Madalena de Brandemburgo

## Casamento
João Frederico se casou com Benedita Henriqueta do Palatinado-Simmern em 30 de novembro de 1668, quando ele estava com 43 anos e ela com 16 anos. Benedita era filha de Eduardo, Conde Palatino de Simmern e sua esposa, Ana Gonzaga.

## Descendência
| Nome                                       | Nascimento              | Morte                  | Casamento                                                   |
| ------------------------------------------ | ----------------------- | ---------------------- | ----------------------------------------------------------- |
| Ana Sofia                                  | 10 de fevereiro de 1670 | 24 de março de 1672    | Não se casou.                                               |
| Carlota Felicidade de Brunsvique-Luneburgo | 8 de março de 1671      | 29 de setembro de 1710 | Casou em 1696 com Reinaldo III de Módena, com descendência. |
| Henriqueta Maria                           | 9 de março de 1672      | 4 de setembro de 1757  | Nunca se casou.                                             |
| Guilhermina Amália de Brunsvique-Luneburgo | 21 de abril de 1673     | 10 de abril de 1742    | Casou em 1699 com Jorge I, com descendência.                |

## Morte e sucessão
João Frederico morreu em 18 de novembro de 1679 aos 54 anos. Frederico tinha só filhas e o ducado só podia ser governado por homens. E assim seu irmão mais novo, Ernesto Augusto sucedeu ao ducado.